# Самсунський стадіон імені 19-го травня
Самсунський стадіон імені 19-го травня — мультифункціональний спортивний комплекс, розташований в ільче Теккекьой провінції Самсун, Туреччина. Стадіон, який вміщує 33.919 глядачів, є домашньою ареною ФК Самсунспор. Будівництво спортивної споруди було завершено в 2017 році. Стадіон отримав свою назву на честь висадки Мустафи Кемаля Ататюрка в Самсуні, що відбулася 19 травня 1919 року, — події, яка поклала початок турецькій війні за незалежність.
Уперше проєкт, оголошений у квітні 2011, набув оформлених обрисів 3 грудня 2021 року, коли будівельна фірма Алі Аджар Іншаат виграла тендер на будівництво цього стадіону. Церемонія закладання фундаменту була проведена 4 серпня 2013 року. За умовами тендеру, будівництво стадіону мало завершитися за 800 днів, але в процесі реалізації в проєкт були внесені зміни, щоб забезпечити відповідність вимогам УЄФА, а відповідальний за зведення даху підрядник збанкрутував, тому завершення будівництва кілька разів відкладалося. Спершу планувалося відкрити стадіон на сезон 2014-15, чого зробити не вдалося. Друга і третя спроби ставалися наступних сезонів, але теж були безуспішними. Зрештою стадіон було відкрито в липні 2017. Загальна тривалість будівництва перевищила 1400 днів.
Першою подією, для якої стадіон прочинив свої двері, стала церемонія відкриття Літніх Дефлімпійських ігор 2017. Офіційне ж відкриття відбулося через одинадцять днів після цього товариським матчем між господарями майданчика — командою Самсунспор і столичним клубом Анкарагюджю. Перше офіційне протистояння на цьому стадіоні відбулося в рамках Суперкубку Туреччини — матч між Бешикташем і Коньяспор.
Загальна площа комплексу становить 137.700 м², з яких трибуни на гральне поле займають 50.000 м². Решта території — це паркінг, зелені насадження та ТЦ. Повна вартість проєкту будівництва — 145 мільйонів турецьких лір, що робить його найбюджетнішим стадіоном серед усіх, збудованих в Європі у 1988-2018 роках. Близькість комплексу до промислових об'єктів викликала дискусії щодо можливого негативного впливу на здоров'я спортсменів.
До стадіону можна дістатися, скориставшись трасою D 010, яка пересікає регіон. Також можна скористатися трамвайною лінією Самрай,що проходить через Атакум, Джанік та Ількадим. Трамвайна лінія має кінцеву зупинку «Стадіон».

## Історія

### Проєкт і тендер
Уперше заяву про підготовку проєкту зробив Міністр молоді та спорту Суат Килич у квітні 2011 місцевій газеті Самсун Спор Маґазін, він зазначив, що Стадіон імені 19-го травня, відкритий у 1975 році, вже застарів і не відповідає сучасним вимогам міста, тому готується проєкт нового спортивного комплесу на 33.000 місць. Проте, стадіон лише на стадії ідеї, а робота над виділенням ділянки під будівництво і розробкою проєкту тривають. Килич підкреслив, що запланований стадіон має приймати не лише матчі домашньої ліги, а буде зведений у відповідності до всіх вимог УЄФА, щоб мати можливість приймати матчі національної збірної та прочиняти двері для протистоянь міжнародного рівня. 3 червня 2011 року прем'єр-міністр Туреччини Реджеп Тайїп Ердоган представив проєкт широкій публіці, назвавши майбутній стадіон «Стадіон Самсун». Міністр благоустрою та розселення Мустафа Демір додав, що комплекс буде завершено в 2014 році і його планується оснастити новітніми технологіями, завдяки яким він сам вироблятиме частину спожитої електроенергії.
За оголошеним проєктом, новий спортивний комплекс планувався на 33.000 місць, оформлений у червоно-білих кольорах — офіційних кольорах команди-господаря арени ФК Самсунспор. Старий Стадіон імені 19-го травня у Джаніку мав бути зруйнований. Також комплекс повинен був мати 12 окремих спортивних залів для 12 різних видів спорту. На нижньому ярусі стадіону мав розміститися виставковий центр на 7.500 осіб, який використовуватиметься для нарад і конференцій. Попри згадки проєкту під назвою Стадіон Самсун, офіційна назва ще визначена не була, тому планувалося провести опитування населення для визначення назви.
До тендера, проведеного 3 грудня 2012 року, долучилося 8 будівничих фірм, з яких проєкт отримала Алі Аджар Іншаат з пропозицією у 125 мільйонів турецьких лір. За умовами тендера, будівництво мало звершитися за 800 днів.

### Будівництво та відкриття

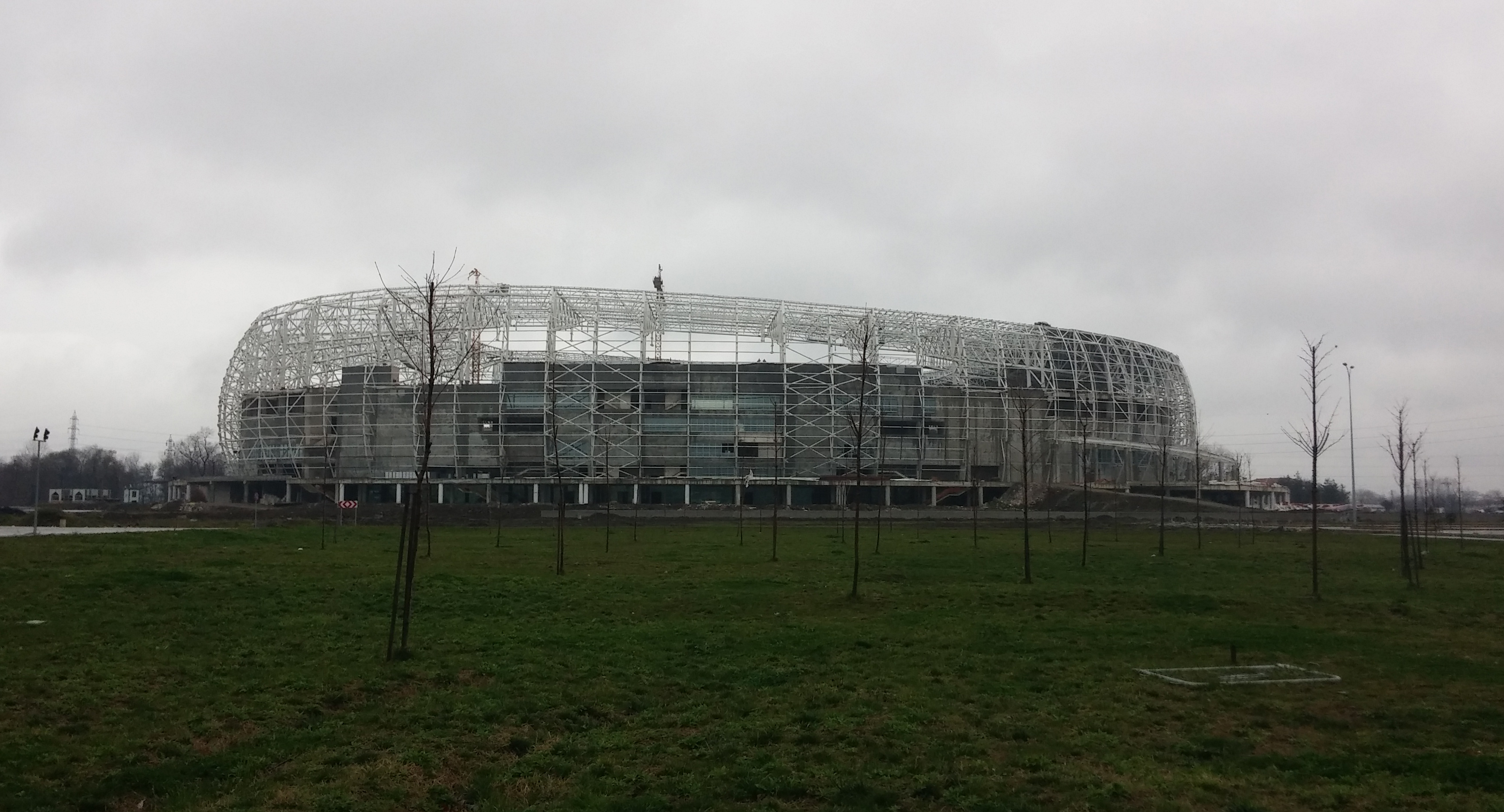
Стадіон на етапі будівництва

4 серпня 2013 року за участі міністра молоді та спорту Суата Килича відбулася церемонія закладання фундаменту, де було оголошено амбітні плани — завершити стадіон за 600 днів замість заявлених у тендері 800. Окрім вже раніше озвучених деталей, на церемонії відкриття було заявлено збільшення місткості стадіону.  Самсун називають «містом 19 травня» через висадку Мустафи Кемаля Ататюрка в Самсуні 19 травня 1919 року. Тому до запланованих 33.000 сидінь вирішили додати ще символічні 919 (останні числа 919 з дати 1919 року).
Головний архітектор проєкту — Бахадир Килич, директор — Халіль Чалишанер, керівник будмайданчика — Озлем Демір. У процесі реалізації в проєкт були внесені зміни, щоб забезпечити відповідність вимогам УЄФА, а відповідальний за зведення даху підрядник збанкрутував, тому завершення будівництва кілька разів відкладалося. Спершу планувалося відкрити стадіон на сезон 2014-15, чого зробити не вдалося. Друга і третя спроби ставалися наступних сезонів, але теж були безуспішними. Станом на квітень 2016 стадіон був завершений на 77% і його відкриття планувалося на серпень того ж року, але до кінця серпня будівництво зуміли завершити лише на 83,5%. У листопаді 2016 почали стелити газон і Самсунспор сподівався переїхати на новий стадіон у другій половині сезону 2016-17 , але зрештою відкриття остаточно відклали до наступного сезону .
Початковий план проєкту розроблявся відповідно до чинних вимог УЄФА, але в процесі вимоги змінювалися, тому в проєкт доводилося вносити правки. Також через несприятливі погодні умови дата здачі об'єкту постійно відкладалася
. Спортивний комплекс відкрився лише у липні 2017 — через 3 роки і 11 місяців після церемонії закладення фундаменту . Загальна вартість проєкту на момент завершення становила 145 мільйонів турецьких лір, перевищивши тендерну вартість, завялену як 125 мільйонів. Для зведення стадіону було використано 300.000 м³ каменю, 90.000 м³ готового бетону, 8.000 м³ будівельного заліза та 4.500 тон сталі, щодня на будівництві працювало в середньому 380 людей.
За даними дослідження, проведеного KPMG Football Benchmark, загальна вартість спортивного комплексу склала €34.830.000 за курсом із вартістю крісла у €1.027. Таким чином Самсунський стадіон імені 19-го травня є найдешевшим серед усіх європейських стадіонів, збудованих за останні 30 років.
Першою подією, для якої стадіон прочинив свої двері, стала церемонія відкриття Літніх Дефлімпійських ігор 2017, до якої долучилася понад 5 тисяч учасників. Тут відбулася церемонія запалення Оліймпійського вогню, прохід країн-учасниць, світлове шоу і концерт турецького поп-співака Мурата Боза. Офіційна церемонія відкриття стадіону відбулася через 11 днів після цього — 29 липня 2017 року. Церемонію відкрив символічний матч в один тайм між командами, зібраними з колишніх гравців Самсунспору, який закінчився нічиєю 4-4. Після цього з невеликим концертом виступила співачка Дер'я Улуг. Після завершення концерту вболівальникам представили гравців сезону та технічний склад команди. Потому відбулося світлове шоу і розпочався товариський матч між господарями поля — ФК Самсунспор і столичною командою Анкарагюджю
. Перший зіграний на стадіоні матч завершився рахунком 1-0 на користь господарів поля. Єдиний гол, забитий Джоном Чибуїке, увійшов в історію як перший гол, забитий на новому Самсунському стадіоні імені 19-го травня.

## Інфраструктура
Загальна площа комплексу становить 137.700 м², з яких трибуни на гральне поле займають 50.000 м², 79.000 м² — це паркінг і зелені насадження і ще 11.000 м² займає ТЦ. Стадіон місткістю 33.919 місць відповіє всім вимогам ФІФА, УЄФА і ТФФ . Стадіон має прямокутну із заокругленими кутами форму і пролягає у напрямку північ-південь. Глядацькі місця розташовані на чотирьох трибунах: головна східна трибуна, яку ще називають Марафон, трибуни за воротами — північна і південна, а також західна трибуна, яку ще називають Сімейною. Гральне поле займає площу в 8.400 м² і має розмір 110×74 м. Поле розташоване на триметровій відстані від трибун, для його освітлення використовується 228 прожекторів.
| — Категорія 1 (ВІП) | — Категорія 3  |
| — Офіційні особи    | — Категорія 4A |
| — Преса             | — Категорія 4Б |
| — Гостьова трибуна  | — Категорія 4B |
| — Категорія 2А      | — Категорія 5  |
| — Категорія 2Б      |                |

Посадочний план сезону 2022/23:

На стадіоні є два табло, розташованих на перехресті східної з південною і західної з північною трибун. Для спортсменів і супровідного персоналу є чотири роздягальні, дві суддівські кімнати, медпункт, кімната для допінг-контролю, кабінет адміністрації стадіону, зала для прийомів клубів УЄФА, зала для корпоративних гостей, зали для конференцій і прес-конференцій. Для глядачів на західній трибуні є ВІП і протокольні сектори на 300 людей, 54 ложі, є туалети для жінок, чоловіків і осіб з інвалідністю в кількості, регламентованій стандартами УЄФА, ресторан і фуд корт, відділок поліції, медичний центр, магазини та каси. Крім цього, стадіон має дві лінії живлення одночасно, генератори, 19 ліфтів, критий і відритий загальні паркінги та спеціальні місця для паркування ВІП гостей, офіційних осіб і делегацій.
Для даху використана фальцева покрівля хвилястого дизайну, який нагадує Чорне море, панелі змонтовані під нахилом, щоб футбольні кричалки ефектно розходилися луною по всьому стадіону. Чорноморські прибережні районі Туреччини відрізняються сильними вітрами, тому матеріали фасаду змонтовано так, щоб відводити потоки повітря від спортсменів. Південна частина поля перебуває в невеликій низині, завдяки цьому газон довший час бачить сонце.
Студенти-вболівальники команди Самсунспор розпочали кампанію за те, щоб сидіння стадіону були повністю червоними. Після цього клуб вирішив провести на офіційному сайті опитування, щоб визначитися з дизайном трибун. В анкеті було запропоновано три варіанти: повністю червоні сидіння, червоно-білий градієнт і то білі, то червоні. Стадіон дістав суцільно червоні сидіння, бо в опитуванні саме цей варіант набрав найбільше голосів. На ВІП і західних трибунах використані м'які з'єднані крісла за стандартами Інституту стандартизації Туреччини, на решті трибун монтовані крісла з матеріалів підвищеної стійкості. Усі крісла на стадіоні червоні за винятком деяких білих крісел на східній трибуні — вони формують напис «Самсунспор».
Щоб спортивний комплекс відповідав безпековим і технологічним стандартам УЄФА, розробленим для Чемпіонату Європи-2020, на стадіоні були встановлені IP камери, що є сучасним безпековим стандартом, системи стеження за трибунами, система електронних квитків та інші камери, в результаті чого спостереження за стадіоном ведеться загалом 469 камерами.
Самсунський стадіон імені 19-го травня було включено до змагання на найкращий стадіон 2017 року в онлайн базі стадіонів StadiumDB. Перший етап народного голосування спортивний майданчик завершив на 8-му місці. Стадіони, які за результами загального голосування кваліфікувалися у першій десятці, оцінює журі з п'яти професійних архітекторів. У фіналі Самсунський стадіон отримав 1.44 бали за архітектурну цінність, 2.56 за функціональність і 0.68 за іновації. Із загальним результатом у 4.68 бали Самсунський стадіон імені 19-го травня посів 10 місце.

### Недоліки і покращення
Щоб не відкладати ще далі дату відриття, стадіон ввели в експлуатацію, не завершивши будівництво і не втіливши в життя всіх деталей проєкту. Спершу планувалося встановити на трибунах систему клімат-контролю, яка би дозволяла забезпечити 10-градусну різницю між атмосферною погодою та стадіоном як у плюс, так і в мінус, але від неї вирішили відмовитися. На газоні планувалися системи підігріву й охолодження як знизу, так і зверху, система дренажу і провітрювання — всі вони були встановлені лише частково. Крім цього недоліки були в системах безпеки, ліфтах, трибунах для осіб з інвалідністю та електронних приладах. Торгові приміщення не були введені в експлуатацію, в деяких місцях через вологість деформувалися стіни, а на західній трибуні протік дах
Для усунення недоліків Генеральне спортивне управління та Міністерство молоді та спорту вивчили стан стадіону. Після цього візиту вирішили оновити газон, додати системи верхнього і нижнього підігріву й охолодження, рекламні пано навколо поля замінили на LED екрани, трибуну для осіб із інвалідністю розширили, постраждалі від вологості частини відновили. На південний фасад будівлі помістили герб ФК Самсунспор і напис «Король півночі» (тур. Kuzeyin Kralı), також відкрився магазин ліцензованого мерчу Самсунспору Store55.
Спершу на полі планували мати натуральний 4-сантиметровий газон, вегетативна система була застосована за стандартами ФІФА, тому пошкоджень газону не очікувалося. Проте, системи догляду за ґрунтом були недостатніми, тому після церемонії відкриття Літніх Дефлімпійських ігор 2017 і п'яти матчів, які відбулися на стадіоні в рамках цього заходу, газон отримав часткові пошкодження. Одну третю ґрунту, зараженого грибком, довелося замінити. Після цього ґрунту дали змогу трохи відпочити, завдяки чому його стан поліпшився. Через надмірну спеку і вологу на початку сезону 2018-19 газон закривали, через що він не отримав необхідного живлення, тому вже на підготовчому матчі знову був пошкоджений, місцями частини газону було вирвано. За виправлення проблеми взялися наступного дня, але для повного відновлення необхідно було вичекати дві місяці. Пошкодження газону ще до початку сезону викликало занепокоєння керівництва клубу та преси. Клуб надіслав запит до Футбольної федерації з проханням надіслати фахівця для дослідження газону, в результаті робіт, проведених протягом сезону, газон вдалося покращити. Через постійні невирішувані проблеми з газоном ротягом двох сезонів (2017-18 та 2018-19) угоду з компанією, яка відповідала за догляд за газоном, достроково розірвали в односторонньому порядку та найняли нового підрядника.
Завдяки оновленому догляду початкова трава чудово прижилася, однак, оновлені частини все ще потребували часу, тому на початку нового сезону на стадіону знову виникла проблема з газоном. Попри всі спроби довести газон до ладу, протягом трьох років цього зробити не вдалояс. Через це зрештою вирішили відмовитися від натурального газону і перейти на гібрибний системи SISGrass. Роботи з заміни газону провели 15-24 січня 2020 року, команда працювала цілодобово у дві зміни. Лише після заміни покриття, що коштувало клубові ₺2 мільйони турецьких лір, вдалося досягти придатного стану газону.

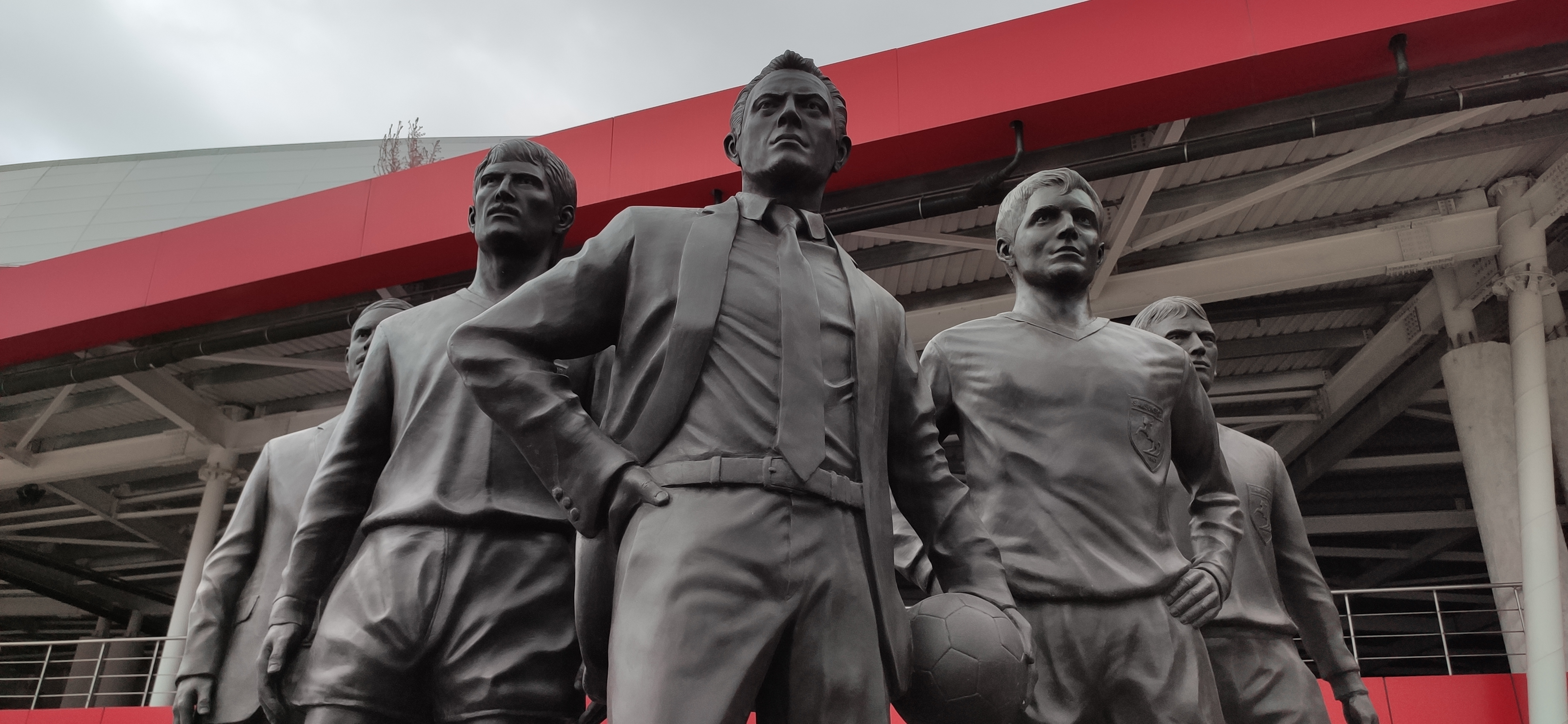
Пам'ятник футбольним героям, зведений перед стадіоном у пам'ять про трагедію 20 січня

Клуб Самсунспор висунув пропозицію згадати пам'ять футболістів, загиблих під час трагедії 20 січня, пам'ятником на території стадіону. У 1989 році під час переїзду команди на матч до Малатьї автобус команди потрапив в аварію, він врізався у вантажівку і, перекидаючись, скотився в кювет. Частина футболістів загинула, частину, яку вдалося витягнути з автобуса живою, була серйозно поранена і травмована. У вересні провели тендер і 20 січня 2021 року, у 32-гі роковини трагедії, пам'ятник був встановлений.
Під час землетрусу 6 лютого 2023 у південній і центральній Туреччині на стадіоні виникли певні руйнування. Особливо на п'ятому поверсі потріскалися стіни і підлога. Під час першого огляду виявили послаблення у точці з'єднання і зсув ґрунту під фундаметом. Але за детальним звітом про стан будівлі, критичних руйнувань, які б загрожували безпеці стадіону, виявлено не було.

## Розташування і проїзд
До стадіону можна дістатися, скориставшись трасою D 010, яка пересікає регіон. Ще на етапі підготовки проєкту спортивного комплексу провели такою дорожні роботи для розвантаження траси: оновили інфрастуктуру, щоб вона могла обробляти посилений трафік, завдяки спорудженим додатковим з'їздам потік автомобілів, який не прямує на стадіон, переспрямували іншими шляхами, а для глядачів на власних авто збудували паркінг. Коли паркінг виявлявся недостатнім, для глядачів відкривали також майданчик для паркування при виставковому центрі TÜYAP, розташованому з іншого боку траси. На сезон 2024-25 паркінг TÜYAP став використовуватися на всіх матчах, також було споруджено три додаткові паркінги з південної, південно-східної та північної сторін.
До стадіону також можна дістатися трамвайною лінією Самрай,що проходить через Атакум, Джанік та Ількадим. Трамвайна лінія має кінцеву зупинку «Стадіон». Лінію відкрили у 2010 році, тоді вона сполучала Атакум та Ількадим. щоб полегшити вболівальникам дорогу до стадіону, трамвайну лінію було подовжено до Теккекьою. Роботи тривали два роки й завершилися у жовтні 2016. Проїзд у дні матчів безкоштовний.

## Статистика
- Перший зіграний на стадіоні матч — Самсунспор-Анкарагюджю, 29 липня 2017;
- Перше офіційне протистояння — Бешикташ-Коньяспор, Суперкубок Туреччини з футболу, 6 серпня 2017[72];
- Перший міжнародний матч — Туреччина U21-Австрія U21, 13 листопада 2020[73].

Фанатів розлютило те, що перший офіційний матч мав відбутися без участі господаря стадіону — клубу Самсунспор. Вони навіть почали збирати підписи для перенесення Супекркубку Туреччини на інший майданчик, але гра все ж відбулася і завершилася з рахунком 1-2. Абду Разак Траоре забив перший офіційний гол на стадіоні. У цьому ж матчі першим турецьким футболістом, який забив гол, став Дженк Тосун, а Нейц Скубиц став автором першого голу з пенальті.
Першим офіційним матчем господарів поля Самсунспору стало протистояння з командою Ґазішехір Ґазіантеп в рамках Першої ліги 13 серпня 2017 року. Першим голом, забитим гравцем Самсунспора, став гол Мухаммета Бешіра, який відправив м'яч у сітку воротаря команди Алтинорду 16 вересня 2017 року. Першим іноземним гравцем Самсунспора, який забив гол, став Джон Чибуїке в матчі Кубку Туреччини 20 вересня 2017 року. Першим голом у власні ворота відзначився гравець Самсунспора Айтач Зулу в матчі проти Сариєра 8 квітня 2018 року, а першим хет-триком — Бахаттін Кьосе в матчі проти Анкара Демірспор 30 вересня того ж року. Перша картка, показана на стадіоні, була жовта картка гравцеві Самсунспора Альперену Паку в матчі 13 серпня 2017 проти Ґазішехір Ґазіантепу. Першу ж чкрвону картку на стадіоні заробив Нізаметтін Чалишкан, гравець Баликесірспор, в матчі 1 жовтня 2017 року пісня отриманих двох жовтих.
У сезоні 2018-19 Самсунспор вибув із Першої ліги і вперше у своїй історії розпочав боротьбу в Другій лізі. Першим матчем Другої ліги як в історії стадіону, так і в історії команди, стала гра проти Амеда 2 вересня 2018 року.
Перше протистояння Суперліги відбулося на стадіоні 21 серпня 2023 року матчем господарів проти Фенербахче (футбольний клуб). Рекорд відвідуваності на стадіоні належить також матчу Суперліги, протистоянню між Самсунспором і Галатасараєм 2 лютого 2024 року, на якому був аншлаг, усі квитки були розпродані.
Найурожайнішим на голи було протистоянням з Ґьозтепе 28 вересня 2024 року, яке завершилося рахунком 4-3. Першою продовженою грою на стадіоні став матч з Анкара Демірспор 20 вересня 2017 року, а перший матч з покаранням на допуск глядачів був проти Умраніє 5 травня 2018 року.
Стадіон належить Міністерству молоді і спорту Туреччини. Право на користування ареною має клуб Самсунспор, який орендує її поматчево. Станом на 2018 рік щомісячні видатки комплексу становили близько ₺200.000 турецьких лір.